# Lidia Wołoszynowa

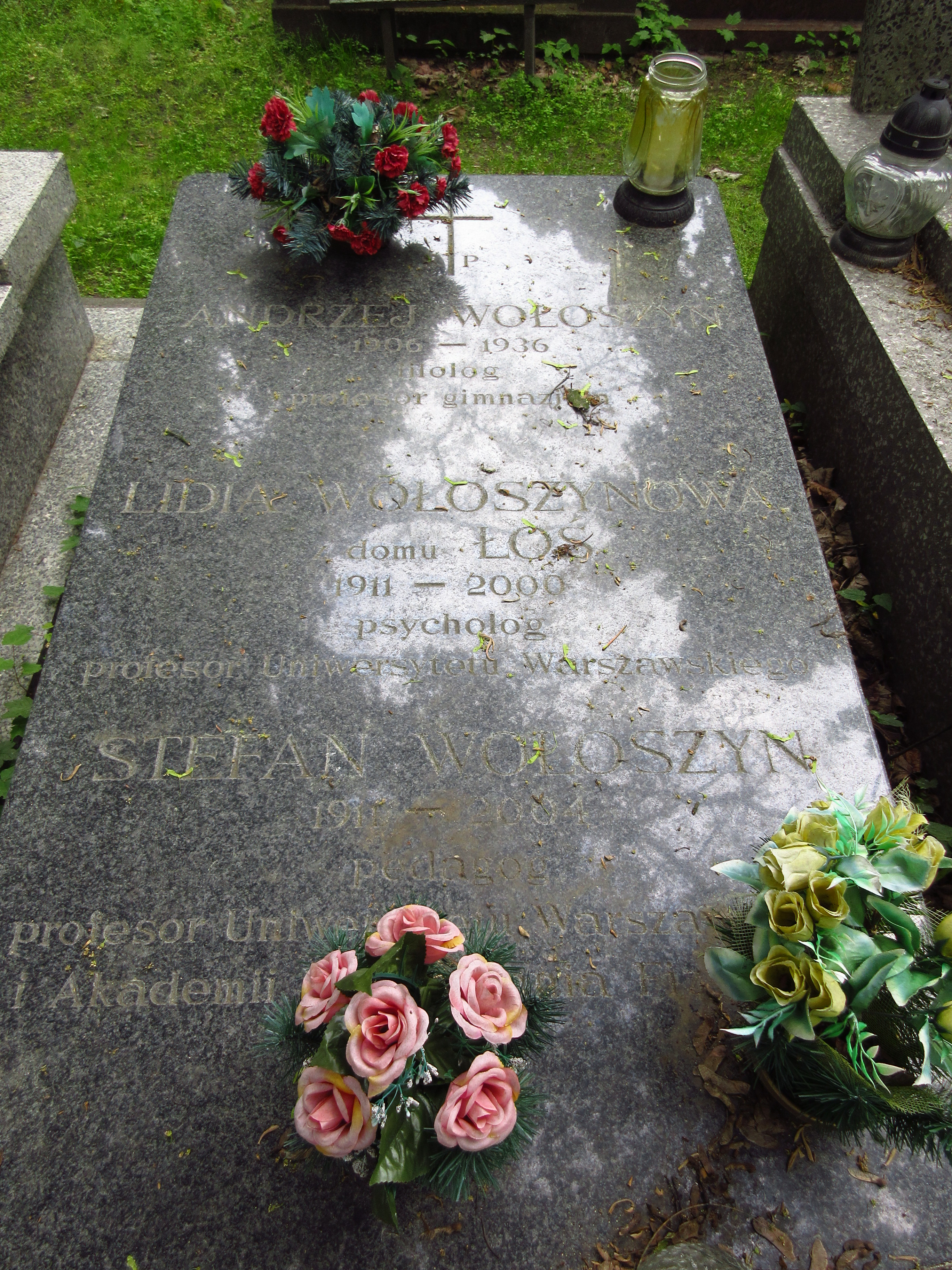
Grób profesor Lidii Wołoszynowej na cmentarzu Bródnowskim w Warszawie

Lidia Wołoszynowa z domu Łoś (ur. 8 lutego 1911 w Petersburgu, zm. 10 sierpnia 2000) – polska psycholog, profesor Uniwersytetu Warszawskiego.

## Życiorys
Urodziła się w Petersburgu. Przed II wojną światową pracowała jako asystentka psychologii Uniwersytetu Stefana Batorego w Wilnie. Od 1935 była żoną pedagoga Stefana Wołoszyna.
Po wojnie, w 1945 wraz z mężem objęli posady starszych asystentów na Uniwersytecie Mikołaja Kopernika w Toruniu. Dzieliła z mężem także kolejne miejsca pracy i kiedy profesor został w 1953 przeniesiony z Uniwersytetu Poznańskiego na Wydział Pedagogiki i Psychologii Uniwersytetu Warszawskiego, podjęła wraz z nim pracę, już jako doktor psychologii, w 1961 habilitowała się na tymże wydziale na podstawie pracy pt. Psychologia pomaga wychowaniu i do emerytury w 1981 była profesorem Uniwersytetu Warszawskiego.
Interesowała się głównie psychologią rozwoju i wychowania dzieci, a także problematyką kształcenia psychologicznego oraz szerzenia wiedzy psychologicznej. 
Zmarła 10 sierpnia 2000, pochowana 17 sierpnia 2000 na cmentarzu Bródnowskim (kwatera 50G-3-3).

## Ważniejsze prace
- Psychologia pomaga wychowaniu (1960)
- Psychologia ogólna i rozwojowa w zarysie (1965)
- Rozwój i wychowanie dzieci w młodszym wieku szkolnym (1967)

## Odznaczenia
- Medal 10-lecia Polski Ludowej (19 stycznia 1955)[6]
- Medal „Zasłużony dla Polskiego Towarzystwa Psychologicznego” (1980)[7]